# Ľubomír Rapoš
Ľubomír Rapoš (* 26. února 1934, Modra) je slovenský výtvarník a umělecký fotograf.

## Životopis
Ľubomír Rapoš se narodil 26. února 1934 v Modre. Studoval na odborné škole fotografie v Liptovském Mikuláši. Pracoval ve Výzkumném ústavu lesního hospodářství v Oravském Podzámku, STAVOPROJEKTU Žilina a Mototransu Žilina. Od 1968 je fotografem na volné noze. Ve druhé polovině 60. let se zabýval aplikací Sabattierovho efektu a tónování do hněda, od 70. let kolážemi a kolorováním. Realizoval i několik monumentálních prací pro architekturu (např. Dům smutku, Nitrianske Pravno, 1979). Samostatně vystavoval v Žilině (1961, 1964, 1984), Bratislavě (1975), Praze (1967). V současnosti (2020) působí v Modre. Těžiště tvorby je zejména v koláži, olejomalbě a pastelu. V jeho dílech je imaginativní symbolika, témata slovenské přírody, hudby, biblického příběhu a Slovenska. Pravidelné výstavy mívá v Síni umění Eunika, v Německém evangelickém kostele v Modre, kromě Slovenska však vystavoval i v Moskvě, Varšavě, Praze, Bruselu, Maďarsku, USA a Japonsku.